# Tub electronic

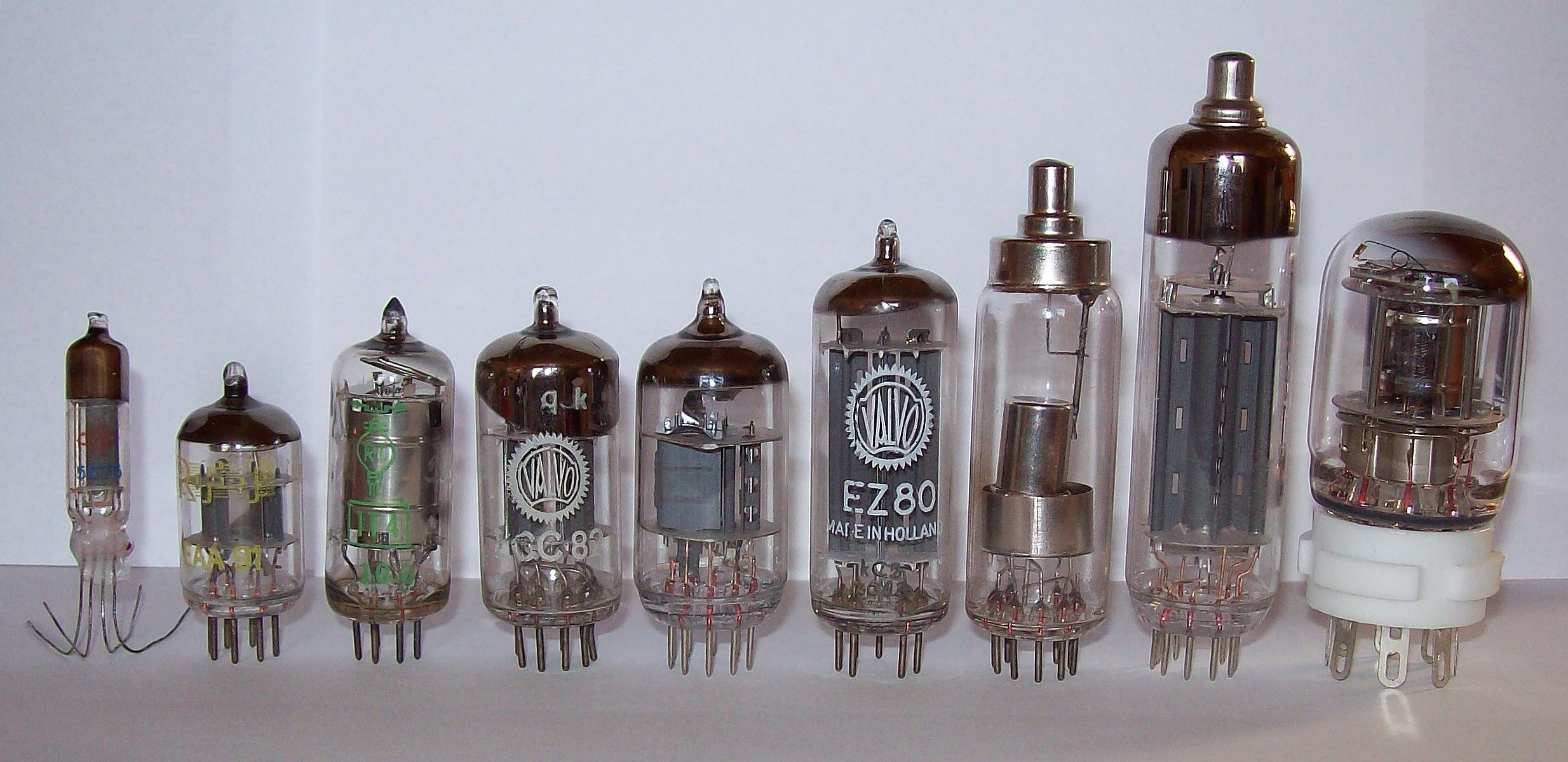
Tuburi electronice moderne, majoritatea miniaturale

Un tub electronic este o componentă electronică activă în care intensitatea curentului electric este în funcție de tensiunea aplicată unor electrozi dintr-un balon cilindric, închis ermetic. Balonul poate fi din sticlă sau metalic. În balon poate fi vid sau gaze la presiune redusă.
Tuburile cu vid mai sunt cunoscute drept lămpi (radio), de la aplicația cea mai comună.
Actual funcțiile tuburilor electronice au fost preluate de dispozitivele semiconductoare, tuburile mai fiind folosite în aplicații care necesită un zgomot propriu cât mai redus, de exemplu înregistrări audio, sau în domeniul frecvențelor ultraînalte.

## Principiu de funcționare
Curentul electric fiind un flux de electroni, acești electroni trebuie să fie emiși de unul dintre electrozi. La tuburile cu vid, unde nu există posibilitatea ionizării mediului dintre electrozi, electronii nu pot fi generați decât prin emisie termionică de unul dintre electrozi, catodul. Încălzirea poate fi indirectă, printr-un filament alimentat separat de catod, sau directă caz în care filamentul este însuși catodul. Inițial temperatura la care trebuia încălzit catodul era de c. 2300 K (c. 2000 °C), ceea ce făcea ca tuburile să aibă o viață foarte scurtă, dar actual se folosesc catozi acoperiți cu stronțiu și bariu, care au o emisie de electroni bună și la temperaturi de doar 1000 K (c. 700 °C).
Dacă alt electrod, anodul, este legat la o tensiune pozitivă (+), electronii vor fi atrași de el, iar prin tub și circuitul exterior va apărea un curent electric. Întrucât electronii sunt emiși numai de catod, curentul prin tub poate avea un singur sens, aplicațiile tuburilor fiind în funcție de acest aspect.
Mișcarea electronilor în tub poate fi controlată prin intermediul altor electrozi, care se află la diferite tensiuni. După numărul de electrozi tuburile pot fi diode (cu doi electrozi), triode (cu trei electrozi), tetrode (cu patru electrozi), pentode (cu cinci electrozi), hexode (cu șase electrozi), heptode (cu șapte electrozi), octode (cu opt electrozi) etc. Se pot realiza și funcțiile a două tuburi într-un singur balon, de exemplu două triode („dublă triodă”), sau o triodă și o pentodă („triodă–pentodă”), o triodă și o hexodă („triodă–hexodă”) etc.

## Tuburi cu vid în secolul al XXI-lea

### Aplicații nișă
Deși tuburile electronice au fost în mare parte înlocuite cu dispozitive solide în majoritatea aplicațiilor de amplificare, comutare și rectificare, există anumite excepții. În plus, față de funcțiile speciale menționate mai sus, tuburile au încă unele aplicații de nișă. În general, tuburile cu vid sunt mult mai puțin susceptibile decât componentele corespunzătoare în stare solidă la supratensiuni tranzitorii, cum ar fi tensiuni de rețea sau fulgere, efectul pulsului electromagnetic al exploziilor nucleare sau furtunile geomagnetice produse de flacăra soarelui gigant. Această proprietate le-a păstrat în uz pentru anumite aplicații militare mult timp după ce au fost disponibile tehnologii mai practice și mai puțin costisitoare pentru aceleași aplicații, ca de exemplu cu MiG-25.

### Audiofili

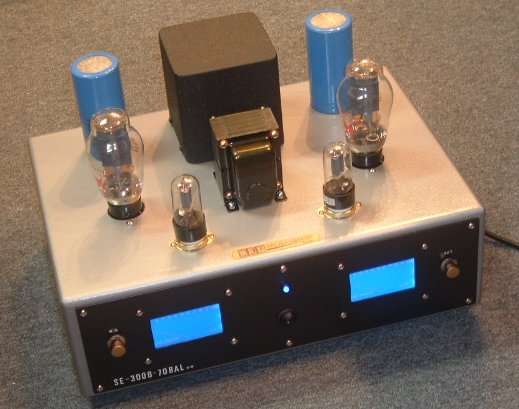
Amplificator audio de 70 de wați, tub hibrid, prețul 2,680 USD în 2011, de aproximativ 10 ori diferă prețul unui model comparabil care utilizează tranzistori.

Destui oameni preferă sunetul tubului pentru a face ca amplificatoarele de tuburi să fie viabile din punct de vedere comercial în trei domenii: amplificatoare de instrumente muzicale (de ex. chitara), dispozitive utilizate în studiourile de înregistrare și echipamente audiofile.